# Jon Voight
Jonathan Voight, més conegut sota el nom de Jon Voight (29 de desembre de 1938, a Yonkers, Estat de Nova York) és un actor estatunidenc. És el pare de l'actriu Angelina Jolie i del realitzador James Haven.

## Biografia
Jon Voight segueix cursos de decoració escènica a la universitat catòlica de Nova York abans de debutar el 1965 una carrera teatral a Broadway. Coneix l'èxit amb l'obra A view from the bridge d'Arthur Miller i obté el 1967 el premi Theatre World per a la seva creació a That Summer, That Fall de Frank D. Gilroy. El mateix any, fa els seus primers passos en el cinema apareixent a Set segons a l'infern. La consagració arriba el 1969: immortalitza el seu paper de Cowboy de mitjanit al costat de Dustin Hoffman i es veu nominat per l'Oscar al millor actor.
Al cim de la seva carrera, encarna un dels «aventurers» esporuguits de Deliverance i és premiat amb un Oscar per a la seva interpretació d'un veterà del Vietnam paraplègic a Tornar a casa (1978). Després de la seva actuació com a boxejador vingut a menys a El campió de Franco Zeffirelli, l'actor és vist poc a les pantalles. El gran públic el descobreix el 1987 com a presidiari a El tren de l'infern esdevingut incontrolable i el 1996 com a gàngster envellit al film d'acció Heat. Amb la seva carrera llançada, Jon Voight interpreta l'adversari de Tom Cruise a  Missió: Impossible i de Will Smith a Enemy of the State.
Des de llavors, els principals realitzadors se'l disputen: Francis Ford Coppola a The Rainmaker, Oliver Stone a U turn i de nou Michael Mann a Alí. Ja sigui per encarnar els perseguidors de nens a Holes o els senadors respectables a El missatger de la por, l'actor sexagenari actua com a secundari en algunes superproduccions de hollywood com Pearl Harbor on fa de president Roosevelt, Transformers i les dues parts de la saga d'aventures Benjamin Gates.

## Política
De jove, John Voight tenia idees d'esquerra i va donar suport a John Fitzgerald Kennedy en les eleccions presidencials de 1960. Durant la presidència de Richard Nixon, va lluitar contra la guerra del Vietnam, cosa que el va portar a donar suport a George McGovern en les eleccions presidencials de 1972.
En 2004, dona el seu suport a George W. Bush: «Per esborrar el terrorisme del mapa, hem de fer la guerra al terror» declara.
En 2008, John Voight dona el seu suport a l'antic alcalde de Nova York Rudy Giuliani en les primàries republicanes. Declara llavors que «ha fet de Nova York una ciutat més segura, més neta, més suportable» abans d'afegir « Déu ha enviat un àngel sobre la terra, es diu Rudy Giuliani». En una altra reunió, Voight declara haver trobat Giuliani alguns anys abans i donar-li suport, ja que «La seva acció en els atemptats de l'11 de setembre prova bé que serà un president proper al poble».
El dia del seixantè aniversari de l'Estat d'Israel, va al país i declara «vinc a saludar, donar suport i sostenir el poble israelià enfront dels terroristes que l'amenacen amb la destrucció nuclear. Els palestins són el mal i Israel vol curar-nos del mal » declara.
Poc temps després, el 28 de juliol de 2008, declara lamentar el seu passat d'activista antimilitarista, resultat de la propaganda marxista.
Un cop Rudy Giuliani ha perdut en la carrera presidencial, John Voight dona el seu suport al senador John McCain i publica una virulenta crítica contra Barack Hussein Obama a The Washington Times. Va gravar llavors un vídeo de suport als soldats americans presents a l'Iraq i va difondre aquest vídeo a Youtube.
Present en la convenció nacional del Partit Republicà dels Estats Units, ha assegurat un documental sobre la vida de Sarah Palin. Poc temps després, ha participat en la pel·lícula compromesa amb la dreta An American Carol.
El 3 d'agost del 2014 tracta Javier Bardem i Penélope Cruz "d'ignorants" i "d'incitadors a l'antisemitisme" per haver signat un manifest contra l'operació militar israeliana 'Marge Protector', on se la qualifica de "genocidi" envers els palestins, alhora que considera Israel com a "l'únic país democràtic i de bona voluntat del Pròxim Orient".

## Filmografia
| Any  | Film                                          | Paper                                                   | Notes |
| ---- | --------------------------------------------- | ------------------------------------------------------- | --- |
| 1966 | Fearless Frank                                | Fearless Frank                                          | |
| 1967 | L'hora de les pistoles (Hour of the Gun)      | Curly Bill Brocius                                      | |
| 1969 | Cowboy de mitjanit (Midnight Cowboy)          | Joe Buck                                                | Premi BAFTA a la millor promesa Globus d'Or a la millor promesa Nominada — Oscar al millor actor Nominada — Globus d'Or al millor actor dramàtic |
| 1970 | The Revolutionary                             | "A"                                                     | Adaptació de la novel·la de Hans Koning |
| 1970 | Catch-22                                      | Tinent Milo Minderbinder                                | |
| 1972 | Deliverance                                   | Ed Gentry                                               | Nominada — Globus d'Or al millor actor dramàtic                                                                                                  |
| 1974 | Odessa (The ODESSA File)                      | Peter Miller                                            | |
| 1974 | Conrack                                       | Pat Conroy                                              | |
| 1975 | End of the Game                               | Walter Tschanz                                          | |
| 1978 | Tornar a casa (Coming Home)                   | Luke Martin                                             | Oscar al millor actor Premi a la interpretació masculina (Festival de Cannes) Globus d'Or al millor actor dramàtic                               |
| 1979 | El campió (The Champ)                         | Billy                                                   | Nominada — Globus d'Or al millor actor dramàtic                                                                                                  |
| 1982 | Lookin' to Get Out                            | Alex Kovac                                              | Co-guió |
| 1983 | Table for Five                                | J.P. Tannen                                             | |
| 1985 | El tren de l'infern (Runaway Train)           | Oscar "Manny" Manheim                                   | Globus d'Or al millor actor dramàtic Nominada — Oscar al millor actor                                                                            |
| 1986 | Desert Bloom                                  | Jack Chismore                                           | |
| 1989 | Eternity                                      | Edward/James                                            | Co-guió |
| 1991 | Chernobyl: The Final Warning                  | Dr. Robert Peter Gale                                   | Sèrie de televisió |
| 1992 | The Last of His Tribe                         | Professor Alfred Kroeber                                | Nominada — Globus d'Or al millor actor dramàtic en minisèrie o telefilm                                                                          |
| 1992 | The Rainbow Warrior                           | Peter Willcox                                           | |
| 1995 | Heat                                          | Nate                                                    | |
| 1995 | Tin Soldier                                   | Yarik                                                   | Director |
| 1996 | Missió: Impossible (Mission: Impossible)      | James Phelps                                            | |
| 1997 | The Rainmaker                                 | Leo F. Drummond                                         | Nominada — Globus d'Or al millor actor secundari                                                                                                 |
| 1997 | Rosewood                                      | John Wright                                             | |
| 1997 | Anaconda                                      | Paul Sarone                                             | |
| 1997 | U Turn                                        | Blind Man                                               | |
| 1997 | Es busca (Most Wanted)                        | General Adam Woodward, alias Tinent Coronel Grant Casey | |
| 1998 | Enemy of the State                            | Thomas Brian Reynolds                                   | |
| 1998 | El general (The General)                      | Ned Kenny                                               | |
| 1999 | Varsity Blues                                 | Bud Kilmer                                              | |
| 1999 | A Dog of Flanders                             | Michel La Grande                                        | |
| 1999 | Noah's Ark                                    | Noah                                                    | |
| 2001 | Zoolander                                     | Larry Zoolander                                         | |
| 2001 | Lara Croft: Tomb Raider                       | Lord Richard Croft                                      | |
| 2001 | Pearl Harbor                                  | Franklin D. Roosevelt                                   | |
| 2001 | Alí (Ali)                                     | Howard Cosell                                           | Nominada — Oscar al millor actor secundari Nominada — Globus d'Or al millor actor secundari                                                      |
| 2001 | Uprising                                      | Major General Jürgen Stroop                             | Nominada — Primetime Emmy al millor actor secundari en minisèrie o telefilm                                                                      |
| 2001 | Jack and the Beanstalk: The Real Story        | Siggy (Sigfried Mannheim)                               | Minisèrie de televisió |
| 2003 | Holes                                         | Mr. Sir                                                 | |
| 2004 | The Five People You Meet in Heaven            | Eddie                                                   | |
| 2004 | National Treasure                             | Patrick Gates                                           | |
| 2004 | Els superbebès (Superbabies: Baby Geniuses 2) | Bill Biscane/Kane                                       | Nominada - Premi Razzie al pitjor actor |
| 2004 | The Manchurian Candidate                      | Senator Thomas Jordan                                   | |
| 2004 | The Karate Dog                                | Hamilton Cage                                           | Executive Producer |
| 2005 | El Papa Joan Pau II (Pope John Paul II)       | John Paul II                                            | Nominada — Primetime Emmy al millor actor en minisèrie o telefilm                                                                                |
| 2006 | The Legend of Simon Conjurer                  | Dr. Crazx                                               | |
| 2006 | Glory Road                                    | Adolph Rupp                                             | |
| 2007 | Transformers                                  | Secretary of Defense John Keller                        | |
| 2007 | September Dawn                                | Jacob Samuelson                                         | |
| 2007 | Bratz                                         | Principal Dimly                                         | |
| 2007 | National Treasure: Book of Secrets            | Patrick Gates                                           | |
| 2008 | Una qüestió d'honor (Pride and Glory)         | Francis Tierney Sr.                                     | |
| 2008 | An American Carol                             | George Washington                                       | |
| 2008 | Tropic Thunder                                | Ell mateix                                              | Cameo |
| 2008 | 24: Redemption                                | Jonas Hodges                                            | Sèrie de televisió |
| 2008 | Com a casa, enlloc (Four Christmases)         | Creighton                                               | |
| 2009 | 24                                            | Jonas Hodges                                            | Sèrie de televisió |
| 2010 | Lone Star                                     | Clint Thatcher                                          | Sèrie de televisió |
| 2011 | Tower Heist                                   | Karl Cartwright                                         | La seva aparició fou eliminada |
| 2012 | Beyond                                        | Jon Koski                                               | |
| 2012 | Beatles Stories                               | Ell mateix                                              | Documental |
| 2013 | Ray Donovan                                   | Mickey Donovan                                          | Globus d'Or al millor actor secundari en sèrie, minisèrie o telefilm                                                                             |
| 2013 | Getaway                                       | Veu misteriosa                                          | |
| 2013 | Dracula: The Dark Prince                      | Leonardo Van Helsing                                    | |